# Julien Neel
Julien Neel (Ermont-Eaubonne, 26 april 1976) is een Franse stripauteur en filmregisseur. Hij is vooral bekend van zijn strip en film Lou!.
Julien Neel startte als reclametekenaar. Ook werkte hij als graficus voor de games industrie. De eerste strips van Julien Neel werden gepubliceerd in het stripblad Tchô!. In 2004 verscheen de eerste strip van Lou! bij uitgeverij Glénat. Lou is een jong meisje dat samenwoont met haar moeder en een kat. Ze heeft haar vader nooit gekend. In de loop van de reeks liet Neel zijn personage opgroeien en ouder worden. De strip behandelt de bekommernissen van een opgroeiende adolescent maar bevat ook fantasy- of sciencefictionelementen. Als invloeden citeerde Neel strips als Ragebol en Frommeltje en Viola. Deze reeks werd goed ontvangen zowel bij het publiek als bij de critici. Zo ontving Neel in 2005 de Prix de la Jeunesse op het Stripfestival van Angoulême. Julien Neel stond zelf in voor de verfilming van Lou!. 
Daarnaast tekende Julien Neel ook Le viandier de Polpette op scenario van zijn vriend Olivier Milhaud. Het gaat om een fantasy verhaal rond de keuken van Polpette en de wederwaardigheden van de graaf van Scaramanda. De strip bevat ook de recepten van de getoonde gerechten.

## Werk
- Lou! (Glénat)
- Le viandier de Polpette (Gallimard)
- Chaque chose (Gallimard)

- Bibsys: 11031579
- Biblioteca Nacional de España: XX4697288
- Bibliothèque nationale de France: cb146156700 (data)
- International Standard Name Identifier: 0000 0000 5503 7135
- Library of Congress Control Number: no2009027174
- Nationale Bibliotheek van Israël: 987007290790505171
- Nederlandse Thesaurus van Auteursnamen: 305501348
- LIBRIS: 342645
- Système universitaire de documentation: 120768917
- Virtual International Authority File: 78988592
- WorldCat: E39PBJjXpy4kbXxFchVXpcwgrq